# 蒂耶勒佩讷
蒂耶勒佩讷（法語：Tillay-le-Péneux，法語發音：[tijɛ lə penø]）是法国厄尔-卢瓦省的一个市镇，属于沙托丹区。

## 地理
蒂耶勒佩讷（48°9'36"N, 1°46'29"E）面积22.19 平方千米，位于法国中央-卢瓦尔河谷大区厄尔-卢瓦省，该省份为法国北部内陆省份，北起顺时针与厄尔省、伊夫林省、埃松省、卢瓦雷省、卢瓦-谢尔省、萨尔特省和奧恩省接壤。
与蒂耶勒佩讷接壤的市镇（或旧市镇、城区）包括：拜尼欧、上巴佐什、卢瓦尼拉巴塔耶、吕莫、博斯地区让维尔、博斯地区埃奥勒、科尼河畔丰特奈、博斯地区奥热尔。

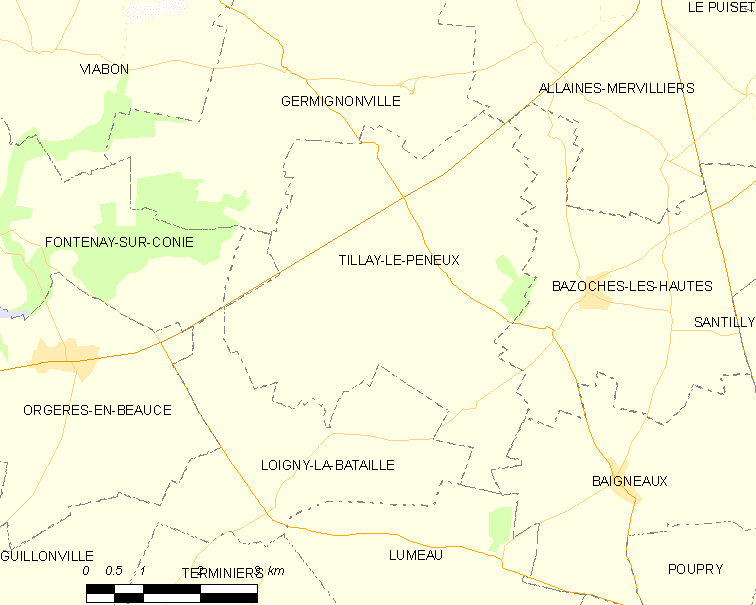
蒂耶勒佩讷的OSM定位图

蒂耶勒佩讷的时区为UTC+01:00、UTC+02:00（夏令时）。

## 行政
蒂耶勒佩讷的邮政编码为28140，INSEE市镇编码为28390。

## 政治
蒂耶勒佩讷所属的省级选区为莱维拉日沃韦安县。

## 人口

1962-2008年间蒂耶勒佩讷人口变化图示

蒂耶勒佩讷于2022年1月1日时的人口数量为313人。